# Violator
A Violator a Depeche Mode 1990-ben megjelent, sorrendben hetedik stúdióalbuma, amelyet 2006-ban újrakeverve ismételten kiadtak.
Az albumot megelőzték a Personal Jesus és Enjoy the Silence kislemezek, melyek az Atlanti-óceán mindkét oldalán top 10-es slágerek lettek. A lemez mellé két további sikeres kislemez jelent meg: Policy of Truth és World in My Eyes. Ez az együttes első albuma, amely bekerült a Billboard 200 top 10-be (a 7. helyig jutott). 74 hétig szerepelt a listán.
Bekerült az 1001 lemez, amit hallanod kell, mielőtt meghalsz című könyvbe, a Rolling Stone magazin Minden idők 500 legjobb albuma listáján pedig a 342. lett.

## Az album dalai

### 1990 Mute / Stumm 64
|    | Cím                                                  | Szerző(k)   | Hossz |
| -- | ---------------------------------------------------- | ----------- | ----- |
| 1. | World in My Eyes                                     | Martin Gore | 4:26  |
| 2. | Sweetest Perfection                                  | Gore        | 4:43  |
| 3. | Personal Jesus                                       | Gore        | 4:56  |
| 4. | Halo                                                 | Gore        | 4:30  |
| 5. | Waiting for the Night                                | Gore        | 6:07  |
| 6. | Enjoy the Silence Interlude #2 – Crucified (rejtett) | Gore        | 6:12  |
| 7. | Policy of Truth                                      | Gore        | 4:55  |
| 8. | Blue Dress Interlude #3 (rejtett)                    | Gore        | 5:41  |
| 9. | Clean                                                | Gore        | 5:28  |

### 2006 Mute / DM CD 7 (CD/SACD + DVD) / CDX Stumm 64 (CD/SACD)
- Personal JesusA Depeche Mode 1990-es Violator című CD-jéről

Nem tudod lejátszani a fájlt?
Disc 1: SACD/CD – Violator lemez anyaga 

Disc 2: DVD – Violator lemez anyaga DTS 5.1, Dolby Digital 5.1 és PCM Stereo formátumban, + Bonus anyagok.
1. World in My Eyes – 4:26
2. Sweetest Perfection – 4:43
3. Personal Jesus – 4:56
4. Halo – 4:30
5. Waiting for the Night – 6:07
6. Enjoy the Silence – 6:12
7. Policy of Truth – 4:55
8. Blue Dress – 5:41
9. Clean – 5:28

Bónuszszámok (PCM Stereo):
1. Dangerous – 4:22
2. Memphisto – 4:03
3. Sibeling – 3:18
4. Kaleid – 4:18
5. Happiest Girl [Jack Mix] – 4:58
6. Sea of Sin [Tonal Mix] – 4:46

Bónuszanyagok:
1. Depeche Mode 89-91 (If You Wanna Use Guitars, Use Guitars) [32:28 perces videófelvétel]

## Közreműködők

### Depeche Mode
- Andy Fletcher – vocoder (Interlude 2 - Crucified)
- Dave Gahan – ének, háttérvokál (Sweetest Perfection), gitár (Interlude 2 - Crucified)
- Martin Gore – billentyűk, gitár, háttérvokál, ének (Sweetest Perfection, Blue Dress)
- Alan Wilder – billentyűk, basszusgitár (Clean), programozás, dob (Clean), háttérvokál

### Vendégzenészek
- Nils Tuxen – pedal steel gitár (Clean)

### Produkció
- Mark "Flood" Ellis – producer, keverés (Enjoy the Silence)
- François Kevorkian – keverés, kivéve az Enjoy the Silence-t
- Daniel Miller – keverés az Enjoy the Silence-en
- Pino Pischetola, Peter Iversen, Steve Lyon, Goh Hotoda, Alan Gregorie, Dennis Mitchell, Phil Legg – hangmérnökök
- Daryl Bamonte, Dick Meaney, David Browne, Mark Flannery – asszisztensek